# Circoniscus bezzii
Circoniscus bezzii är en kräftdjursart som beskrevs av Arcangeli 1931. Circoniscus bezzii ingår i släktet Circoniscus och familjen Scleropactidae. Inga underarter finns listade i Catalogue of Life.